# Tensor de Ricci
En geometría diferencial, el tensor de curvatura de Ricci o simplemente, tensor de Ricci, que suele notarse por los símbolos {\displaystyle R_{ab}} o {\displaystyle {\text{Ric}}}, es un tensor simétrico bivalente obtenido como una traza del tensor de curvatura, que, como aquel, puede definirse en cualquier variedad dotada de una conexión afín. Fue introducido en 1903 por el matemático italiano G. Ricci.
En caso de estar definido en una variedad de Riemann, puede interpretarse como un Laplaciano del tensor métrico. Al igual que la métrica, el tensor de Ricci será una forma bilineal simétrica. En caso en que ambos sean proporcionales, {\displaystyle {\text{Ric}}=\lambda g}, diremos que la variedad es una variedad de Einstein. 
El tensor de Ricci determina totalmente al tensor de curvatura, si la variedad de Riemann correspondiente tiene dimensión {\displaystyle n<4}. En relatividad general, dado que el espacio-tiempo tiene cuatro dimensiones, el tensor de Ricci no determina por completo la curvatura.

## Definición
La curvatura de Ricci puede expresarse en términos de la curvatura seccional de la manera siguiente: para un vector unitario {\displaystyle v}, {\displaystyle \langle R(v),v\rangle } es suma de las curvaturas seccionales de todos los planos atravesados por el vector {\displaystyle v} y un vector de un marco ortonormal que contiene a {\displaystyle v} (hay {\displaystyle n-1} tales planos). Aquí {\displaystyle R(v)} es la curvatura de Ricci como un operador lineal en el plano tangente, y {\displaystyle \langle .,.\rangle } es el producto escalar métrico. La curvatura de Ricci contiene la misma información que todas las tales sumas sobre todos los vectores unitarios. En las dimensiones 2 y 3 éste es igual que especificar todas las curvaturas seccionales o el tensor de curvatura, pero en dimensiones más altas la curvatura de Ricci contiene menos información. Por ejemplo, las variedades de Einstein no tienen que tener curvatura constante en las dimensiones 4 y más.

### Expresión en coordenadas
Usando un sistema de coordenadas natural, el tensor de curvatura de Ricci es igual a:
{\displaystyle R_{\sigma \nu }={R^{\rho }}_{\sigma \rho \nu }=\partial _{\rho }\Gamma _{\nu \sigma }^{\rho }-\partial _{\nu }\Gamma _{\rho \sigma }^{\rho }+\Gamma _{\rho \lambda }^{\rho }\Gamma _{\nu \sigma }^{\lambda }-\Gamma _{\nu \lambda }^{\rho }\Gamma _{\rho \sigma }^{\lambda }}

## Aplicaciones del tensor de curvatura de Ricci

### Invariantes topológicos
La curvatura de Ricci se puede utilizar para definir las clases de Chern de una variedad, que son invariantes topológicos (por tanto independientes de la elección de métrica). La curvatura de Ricci también se utiliza en el flujo de Ricci, donde una métrica es deformada en la dirección de la curvatura de Ricci. En superficies, el flujo produce una métrica de curvatura de Gauss constante y se sigue el teorema de uniformización para las superficies.

### Relatividad general
La curvatura de Ricci desempeña un papel importante en relatividad general, de hecho, la ecuación del campo de Einstein se escriben en términos del tensor de Ricci como:

{\displaystyle G_{\mu \nu }={8\pi G \over c^{4}}T_{\mu \nu }}

donde: {\displaystyle G_{\mu \nu }\,} es el tensor de la curvatura de Einstein, {\displaystyle T_{\mu \nu }\ } es el tensor de energía-momento, {\displaystyle c\,} es la velocidad de la luz y {\displaystyle G\ } es la constante gravitacional. El tensor de la curvatura de Einstein se puede escribir como:

{\displaystyle G_{\mu \nu }=R_{\mu \nu }-{1 \over 2}g_{\mu \nu }R}

donde: {\displaystyle R_{\mu \nu }} es el tensor de Ricci, {\displaystyle g_{\mu \nu }} es la métrica y {\displaystyle R} es el Escalar de Curvatura de Ricci 

## Topología global y la geometría de curvatura de Ricci positiva
El teorema de Myers establece que si la curvatura de Ricci es limitada por abajo en una variedad completa de Riemann por {\displaystyle \left(n-1\right)k>0\,\!}, entonces su diámetro es {\displaystyle \leq \pi /{\sqrt {k}}}, y la variedad tiene que tener un grupo fundamental finito. Si el diámetro es igual a {\displaystyle \pi /{\sqrt {k}}}, entonces la variedad es isométrica a una esfera de curvatura constante k. 
La desigualdad de Bishop-Gromov establece que si la curvatura de Ricci de una variedad m-dimensional completa de Riemann es ≥0 entonces el volumen de una bola es más pequeño o igual al volumen de una bola del mismo radio en el m-espacio euclidiano. Más aún, si {\displaystyle v_{p}(R)} denota el volumen de la bola con centro p y radio {\displaystyle R} en la variedad y el {\displaystyle V(R)=c_{m}R^{m}} denota el volumen de la bola de radio R en el m-espacio euclidiano entonces la función {\displaystyle v_{p}(R)/V(R)} es no creciente. (la última desigualdad se puede generalizar a una cota de curvatura arbitraria y es el punto dominante en la prueba del teorema de compacidad de Gromov.) 
El teorema de partición de Cheeger-Gromoll indica eso si una variedad completa de Riemann con el Ricc ≥ 0 tiene una línea recta (es decir una geodésica minimizante infinita de ambos lados) entonces es isométrica a un espacio R x L, donde L es una variedad de Riemann. 
Todos los resultados arriba mencionados demuestran que la curvatura de Ricci positiva tiene cierto significado geométrico, en contrario, la curvatura negativa no es tan restrictiva, en particular como fue demostrado por Joachim Lohkamp, cualquier variedad admite una métrica de curvatura negativa.